# Hospicio Cabañas
Hospicio Cabañas – szpital w meksykańskim mieście Guadalajara, obiekt wpisany na listę dziedzictwa UNESCO oraz jeden z najstarszych i największych kompleksów medycznych Ameryce Łacińskiej.
Kompleks został ufundowany w 1791 roku przez ówczesnego arcybiskupa Guadalajary. Od początku pełnił role szpitala oraz sierocińca. Szpital nosi imię Juana Ruiza de Cabañasa który został wybrany w 1796 roku do episkopatu Guadalajary a także zatrudnił rzeźbiarza Manuela Tolse aby zaprojektował i wykończył budynek szpitala.
Tolsa zaprojektował kompleks szpitala w stylu podobnym takim budowlą jak Dôme des Invalides w Paryżu oraz Eskurial, w okolicach Madrytu. Budynek został zbudowany w kształcie prostokąta o wymiarach 164 m x 145 m. Głównym punktem budynku szpitala jest kaplica, której kopuła wznosi się na 32,5 metra.
Po śmierci Cabañasa w 1823 roku, budowa kościoła była kontynuowana aż do 1829 roku kiedy ostatecznie ukończono budowanie kompleksu. W XIX wieku a także sporadycznie aż do 1980 roku, część pomieszczeń szpitalnych zostało wykorzystywanych jako baraki. W XX wieku budynek został licznie ozdabiany przez meksykańskich artystów którzy budowali posągi i statuetki a malarz José Clemente Orozco wykończył sufit kaplicy szpitalnej, freskami.
W 1997 roku na 21. sesji UNESCO, Hospicio Cabañas zostało wpisane na listę światowego dziedzictwa.